# اولوون (کروز)
اولوون (به فرانسوی: Aulon) یک کمون در فرانسه است که در canton of Bénévent-l'Abbaye واقع شده‌است. اولوون ۱۰٫۸۶ کیلومتر مربع مساحت دارد ۴۱۳ متر بالاتر از سطح دریا واقع شده‌است.